# Apamea grotei
Apamea grotei är en fjärilsart som beskrevs av Barnes och Mcdunnough 1914. Apamea grotei ingår i släktet Apamea och familjen nattflyn. Inga underarter finns listade i Catalogue of Life.